# Ténoch
Tenoch (nahuatl: Tenōch, ['tenoːt͡ʃ]; spagnolo: Ténoch; fl. XIV secolo) è un mitico sovrano degli Aztechi (o più correttamente dei Mexica), vissuto nel XIV secolo, durante il viaggio dei mexica da Aztlán a Tenochtitlán.
Tenoch, eletto da un consiglio di anziani, fu un capo rispettato.
Sarebbe morto circa venticinque anni dopo la fondazione di Tenochtitlán, cioè attorno al 1350. Il nome della città deriva da quello del sovrano, che è quindi eponimo: Tenochtitlan è infatti una parola nahuatl che significa letteralmente "città fondata da Tenoch". Gli studiosi discutono se Tenoch sia una figura mitologica o un personaggio realmente esistito e poi mitizzato.
Il simbolo che indicava il suo nome in nahuatl si può tuttora trovare nella bandiera del Messico: Tetl, la roccia, e Nōchtli, il cactus.